# Dreisbachia amurensis
Dreisbachia amurensis är en stekelart som beskrevs av Dmitriy R. Kasparyan 1976. Dreisbachia amurensis ingår i släktet Dreisbachia och familjen brokparasitsteklar. Inga underarter finns listade i Catalogue of Life.